# Martin Bril
Marten Walther (Martin) Bril (Utrecht, 21 oktober 1959 – Amsterdam, 22 april 2009) was een Nederlandse columnist, schrijver en dichter.

## Levensloop
Martin Bril, geboren in Utrecht als zoon van handelsvertegenwoordiger R.M. Bril en J. Bril-Pilat, bracht zijn eerste levensdagen in De Bilt door. Al snel verhuisde het gezin naar de Livingstonelaan in de Utrechtse wijk Kanaleneiland. Bril groeide verder op in Dieren, Drachten en 't Harde. In het ouderlijk gezin speelde het gereformeerd protestantisme een belangrijke rol.
Vanaf 1978 studeerde Bril filosofie aan de Rijksuniversiteit Groningen. Hij voltooide zijn studie niet. Vervolgens volbracht hij de studierichting scenarioschrijven aan de Nederlandse Filmacademie in Amsterdam. Het VPRO televisieprogramma "het Lab" zond zijn afstudeerfilm over een vlaggenfabriek uit. Tijdens zijn studententijd in Groningen schreef hij voor het linkse studentenblad Nait Soez'n en maakte hij kennis met Dirk van Weelden. In Amsterdam begaf hij zich in kunstenaarskringen waarvan ook onder andere schilder Rob Scholte en de latere schrijver Joost Zwagerman deel uitmaakten. Van Weelden en Bril vormden vanaf 1987 een schrijversduo en publiceerden verscheidene verhalenbundels. In deze periode kampte Bril met een alcohol-, coke-, gok- en seksverslaving. Als freelance publicist werkte hij voor onder andere Het Parool, Vrij Nederland, NRC Handelsblad, VPRO (radio) en De Morgen. Zijn grote voorbeeld was de Amerikaanse journalist Jimmy Breslin, een vertegenwoordiger van New Journalism.
In 1997 schreef hij voor Het Parool, waar hij op dat moment reeds in dienst was, een serie columns over het proces tegen drugsbaas Johan 'De Hakkelaar' Verhoek. Eveneens in 1997 won hij de Pop Pers Prijs, voor een reeks artikelen over popmuziek in Vrij Nederland. Vanaf deze periode nam zijn productie zienderogen toe, wat mede het gevolg was van het stoppen met de consumptie van alcohol en cocaïne. Vanaf 1998 verschenen er jaarlijks meerdere boeken van zijn hand. In september 2001 verruilde hij Het Parool voor de Volkskrant, waarin hij een dagelijkse column verzorgde. In Vrij Nederland publiceerde hij vanaf 22 december 2001 het wekelijkse feuilleton Evelien, waarvan later onder regie van Rita Horst de televisieserie Evelien werd gemaakt. Hij publiceerde in diverse tijdschriften en trad met Ronald Giphart en Bart Chabot op in theaters. Bovendien was hij geregeld te zien als tafelheer van presentator Matthijs van Nieuwkerk in het televisieprogramma De Wereld Draait Door. Daar liet hij ook van zijn voorliefde voor de geografie van Nederland blijken. In 2006 schreef Bril het zeventiende Groot Dictee der Nederlandse Taal. De door hemzelf voorgedragen tekst stond in het teken van het koppelteken en bevatte woorden als beatjuggelen, guppy en caipirinha.
Een jaarlijks terugkerend onderwerp in zijn columns was de zogeheten rokjesdag, die ene dag in het voorjaar dat alle vrouwen als bij toverslag ineens een rok dragen, met daaronder blote benen. De bekendheid die Bril gaf aan dit begrip leidde ertoe dat het woord 'rokjesdag' in de Dikke Van Dale werd opgenomen.
In 2014, rond het verschijnen van een biografie over Bril, ontstond er enige discussie of Bril al dan niet deed aan product placement voor Volvo.
Eveneens in 2014 maakte Coen Verbraak de documentaire Martin Bril - Enfin over leven en werk van Bril.
Voor de ingang van Frisius Medisch Centrum ligt een hardstenen poëzietableau (1 meter bij 1,20 meter) met een gedicht van Martin Bril. Het gedicht met als titel 'Kunst' maakt onderdeel uit van Poëzieroute Leeuwarden. De laatste strofe luidt: "De kunst is zo te leven / dat het je overkomt / Die klaarheid, af en toe". Het gedicht, inclusief de Engelse vertaling door Michele Hutchison, is te lezen op www.poezieroute.nl.

### Ziekte en overlijden
In juni 2008 werd slokdarmkanker bij Bril vastgesteld. In 2001 was hij al eens getroffen door darmkanker. Hij was enige tijd uit de roulatie maar keerde later terug als columnist en op televisie bij De Wereld Draait Door. In 2009 ontving Bril de Max Pam-oeuvreprijs, toegekend en uitgereikt door journalist en schrijver Max Pam. Inmiddels was duidelijk dat hij ongeneeslijk ziek was en in maart 2009 ging zijn gezondheid snel achteruit. Vanaf april 2009 kreeg hij een vaste dagelijkse plek rechtsonder op de voorpagina van de Volkskrant. Op 17 april werd zijn laatste column, getiteld "Boosheid", hier geplaatst. Vier dagen later werd hij onderscheiden met de Bob den Uyl-prijs voor zijn boek De kleine keizer, maar hij kon de uitreiking niet meer bijwonen. Hij overleed een dag later op 49-jarige leeftijd. De uitzending van 23 april van De Wereld Draait Door werd volledig gewijd aan zijn overlijden. Op zaterdag 2 mei werd hij herdacht in De Duif waarna hij in besloten kring is begraven op Zorgvlied. Op zijn grafsteen staan zijn personalia en een tekst die bestaat uit één woord: Enfin.

## Bibliografie

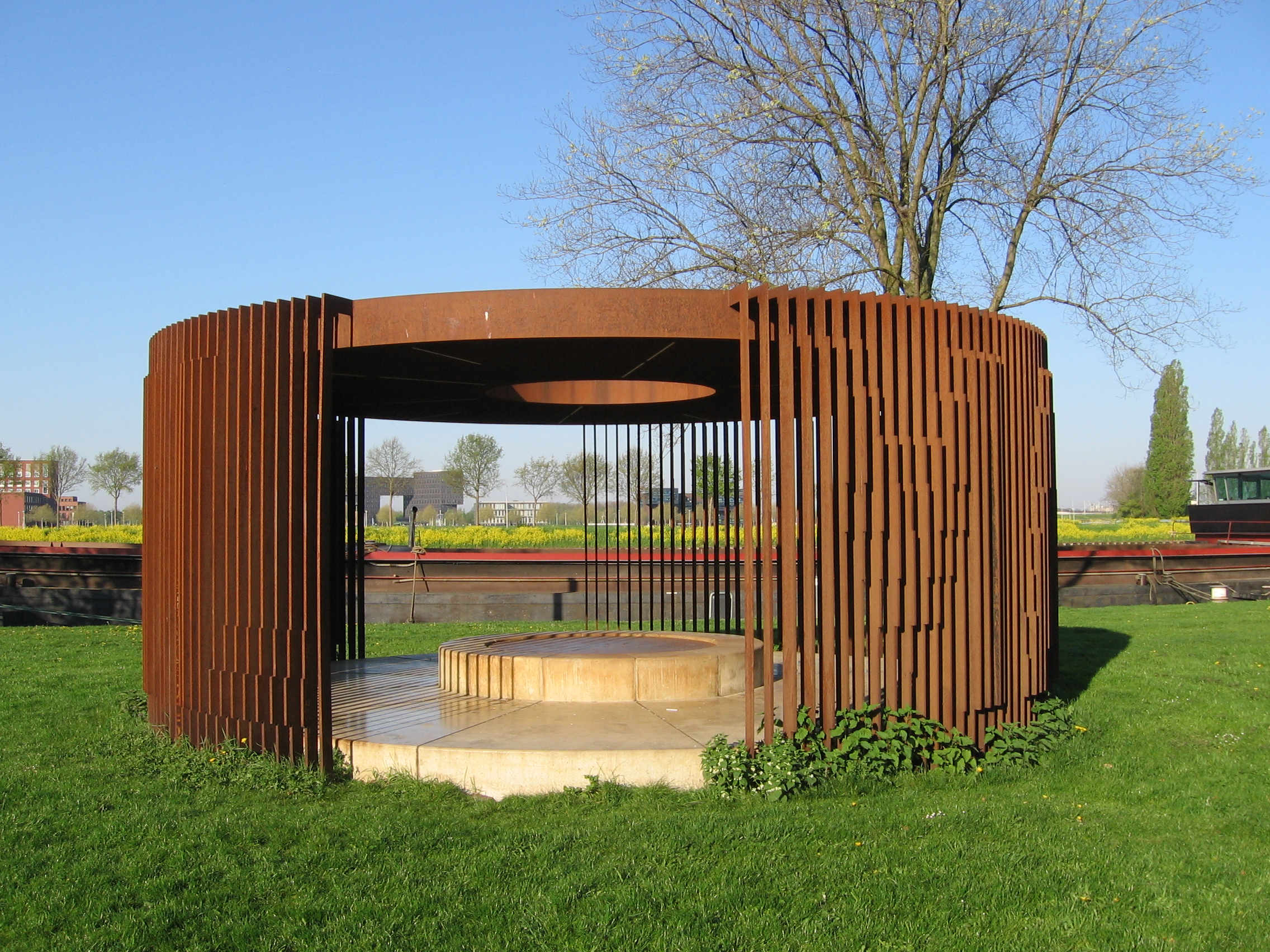
Martin Bril-paviljoen op het gras aan Amsterdam-Rijnkanaal, Kanaleneiland, Utrecht, 2019

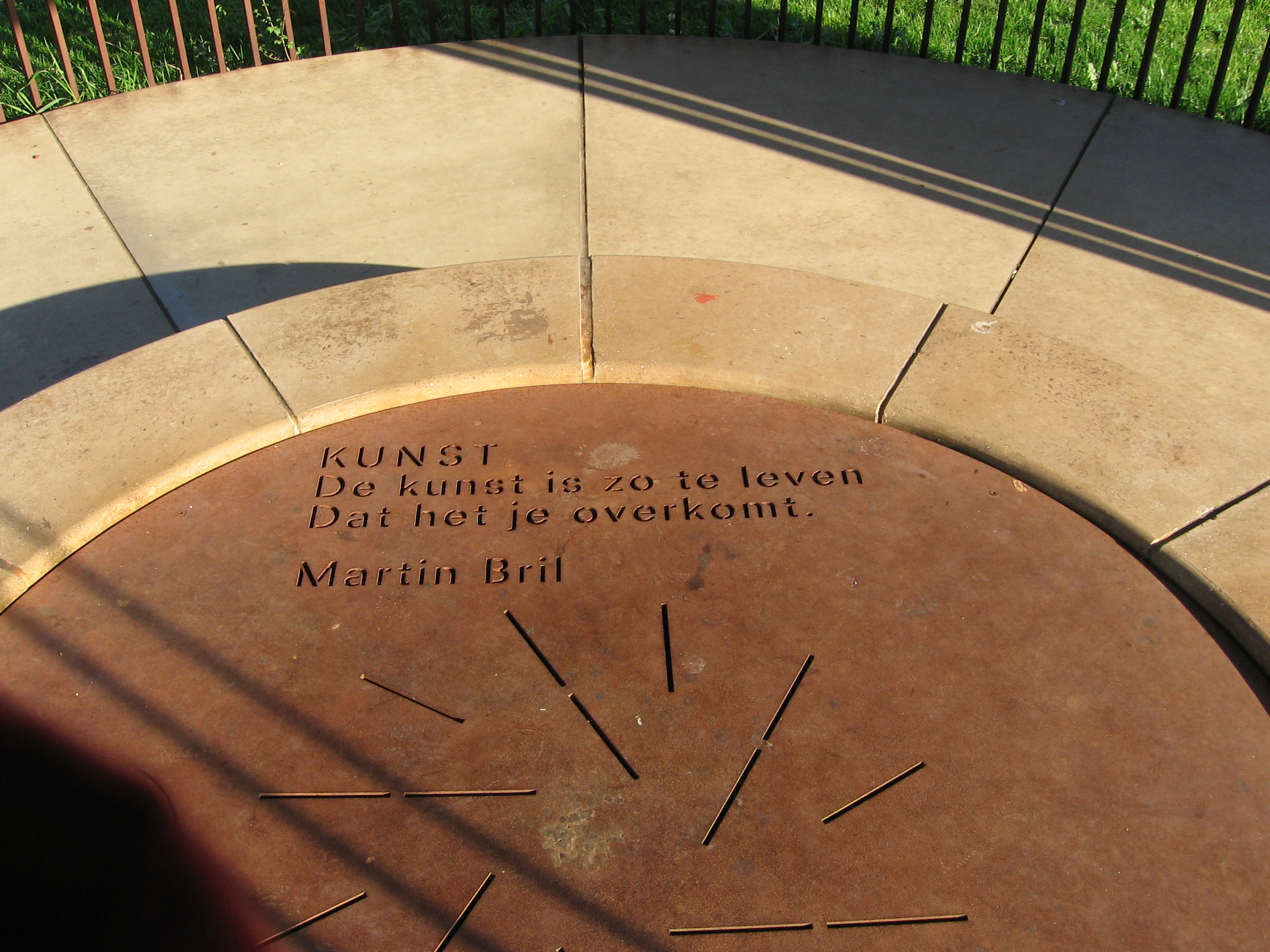
Tekst: De kunst is zo te leven Dat het je overkomt in Martin Bril-paviljoen, Kanaleneiland, Utrecht, 2019

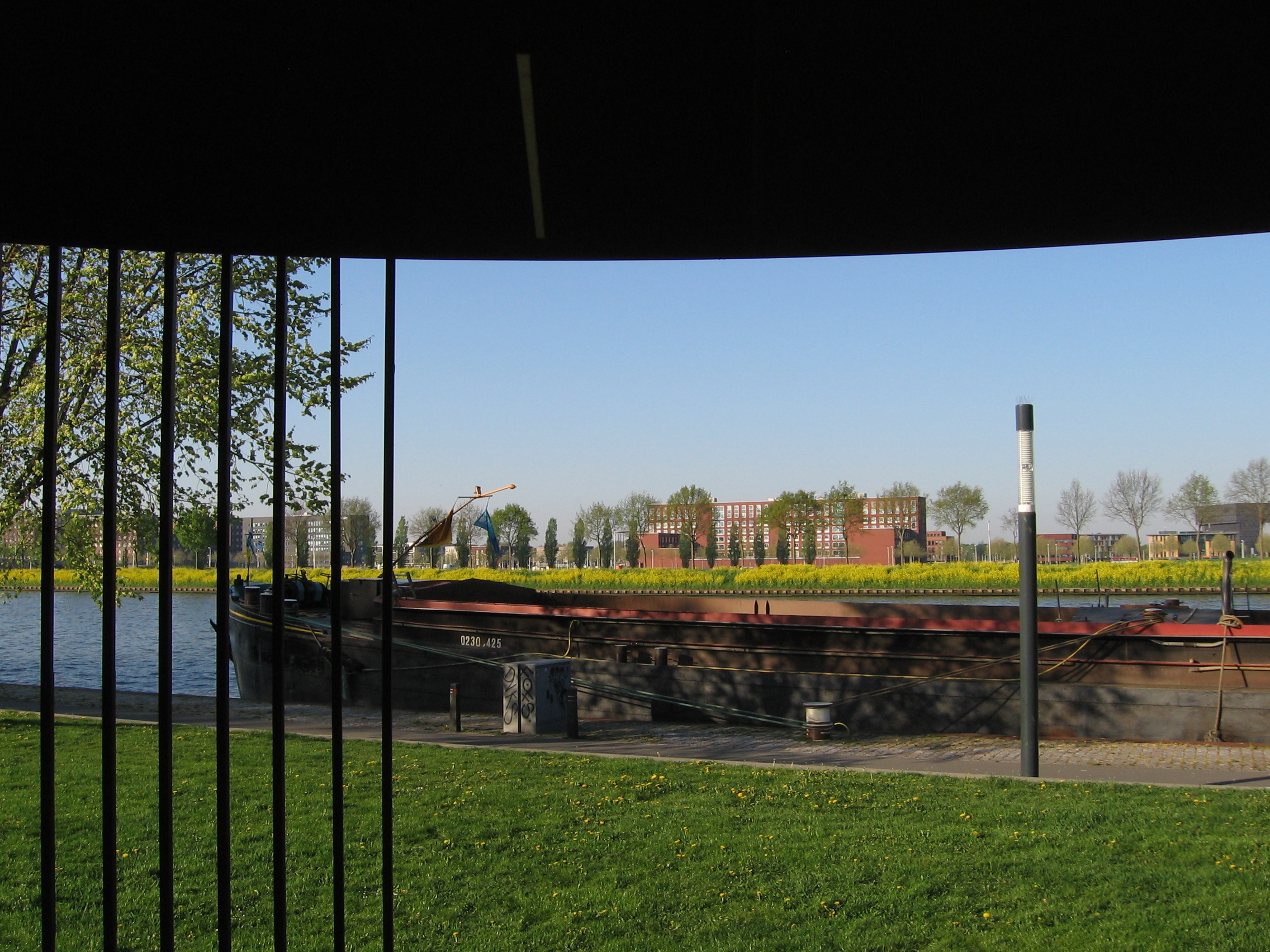
Uitzicht van Martin Bril-paviljoen, Kanaleneiland, Utrecht, 2019

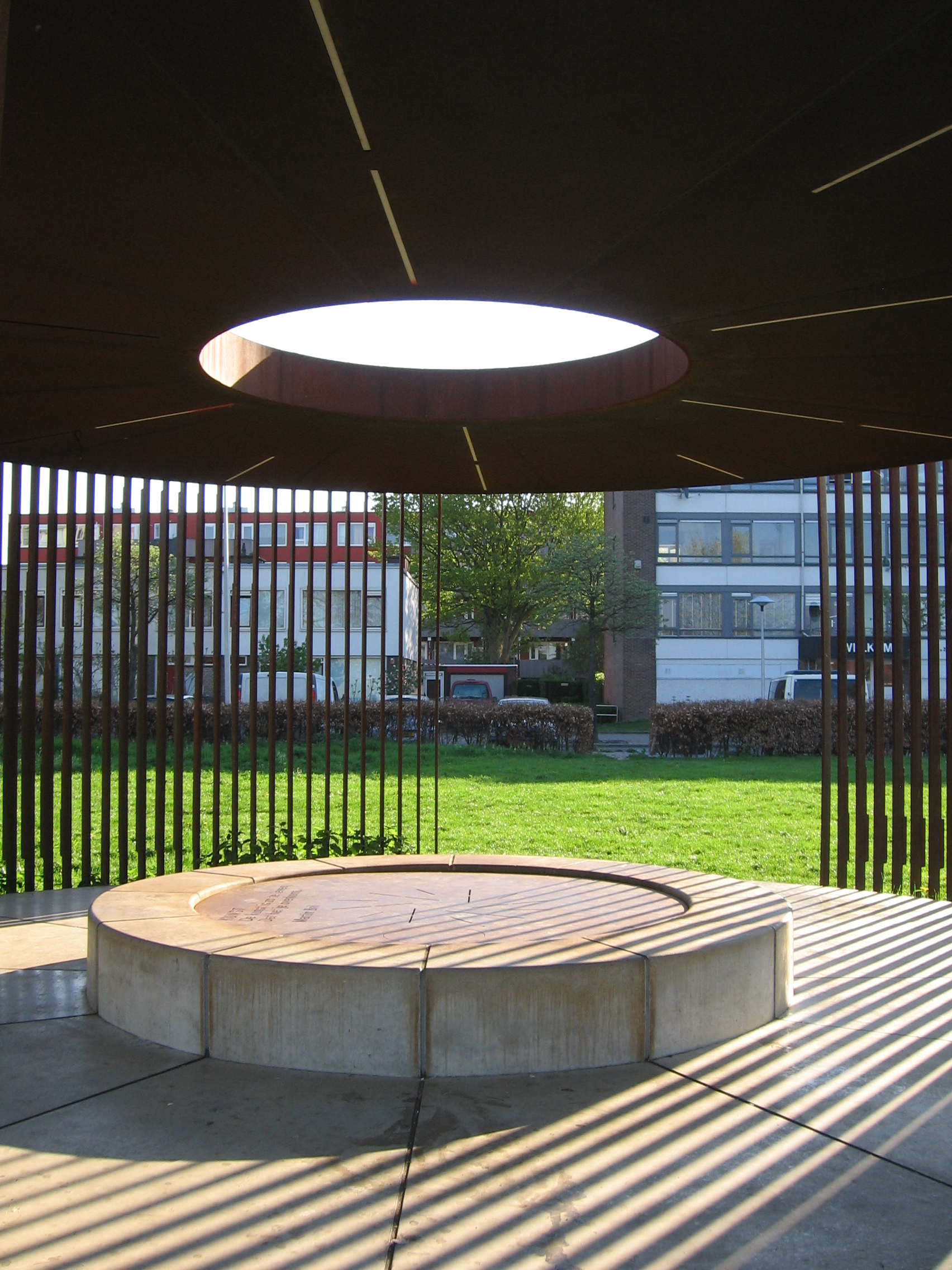
Lichtval in Martin Bril-paviljoen, Kanaleneiland, Utrecht, 2019

### Postuum
- 2009 De tomeloze Evelien
- 2009 C'est la vie
- 2009 Dertig graden in de schaduw
- 2009 Overal wonen mensen
- 2009 Stad (beperkte oplage)
- 2009 Traag in cirkels (poëzie, 30 ex.)
- 2010 Jongensjaren
- 2010 Rokjesdag
- 2010 Vaarwel Evelien
- 2010 Buurtgeluiden
- 2011 Heimwee naar de provincie
- 2011 Meisjes
- 2011 Het evenwicht
- 2011 Au revoir / Alle verhalen uit Frankrijk
- 2012 Heimwee naar Nederland
- 2012 Wat een man nodig heeft
- 2012 Niets bewoog in Langelille
- 2013 Man uit de verte
- 2013 Het geluk dat gezin heet
- 2013 De mooiste dochters van de hele wereld
- 2014 De zon schijnt

## Biografie
Astrid Theunissen, De schelmenjaren van Martin Bril. Amsterdam, Meulenhoff, 2014.